# Gestora de patrimoni familiar

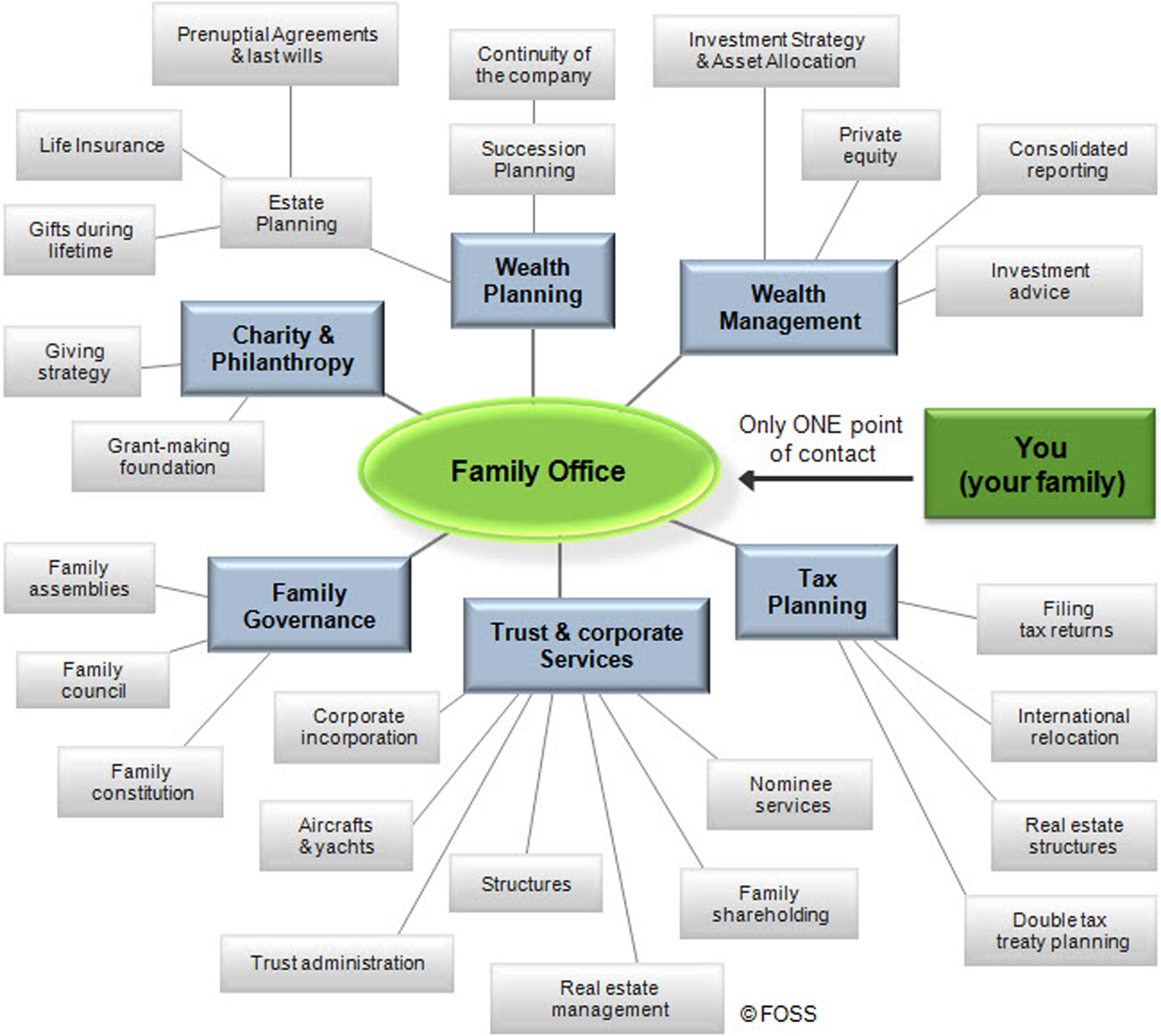
Quadre de serveis d'una gestora de patrimoni familiar

Una gestora de patrimoni familiar o oficina familiar (anglès: family office) és una empresa privada que s'encarrega de la gestió de les inversions i del patrimoni d'una família adinerada, generalment amb almenys entre 50 o 100 milions d'euros en actius invertibles, amb l'objectiu de créixer i transferir riquesa de manera efectiva entre generacions. El capital financer de l'empresa és la riquesa pròpia de la família.
Les gestora de patrimoni familiar també poden encarregar-se de tasques com ara la gestió del personal domèstic, organitzar viatges, gestió de propietats, tasques de comptabilitat i nòmines del dia a dia, gestió d'assumptes legals, serveis de gestió familiar, governança familiar, educació financera i d'inversors, coordinació d'accions filantròpiques i fundacions privades i planificació de la successió. El funcionament d'una oficina familiar pot costar més d'un milió de dòlars l'any, de manera que el patrimoni net de la família normalment supera els 50-100 milions d'euros en actius invertibles. Algunes oficines familiars accepten inversions de persones que no són membres de la família propietària. Algunes empreses que atenen diversos clients poden oferir serveis de psicologia de la personalitat per als membres de la família per donar suport a una millor alineació i comunicació entre els seus membres.
Una gestora de patrimoni familiar és o funciona igual que una corporació o societat de responsabilitat limitada, amb professionals i personal de suport. Els professionals reben una compensació segons el seu acord amb la família, normalment amb incentius basats en els beneficis o les plusvàlues generades per la gestora. Sovint es construeixen al voltant dels actius bàsics que es gestionen professionalment. A mesura que es creen beneficis, els actius es despleguen en inversions. Poden invertir en capital d'inversió privat, oportunitats de capital risc, fons de cobertura i béns i negocis comercials o immobiliaris. Moltes oficines familiars recorren als fons de cobertura per a l'alineació dels interessos en funció dels objectius d'avaluació de riscos i rendibilitat. Algunes oficines familiars es mantenen més passives i només assignen fons a gestors externs.

## Història
L'empresa DuPont, després de la mort de la fundadora Irenee el 1834, va ser concebuda com una mena de gestora familiar, on tres dels seus fills dividien les tasques de gestió del molí de pólvora del seu pare difunt. La família Rockefeller va ser pionera en les gestores familiars a finals del segle XIX. Van començar a guanyar popularitat a la dècada de 1980, i des del 2005, a mesura que el nombre de persones molt riques van créixer fins a xifres rècord, les gestores familiars van augmentar proporcionalment.
El 2007, el cas de la gestora de la família Ayer va posar de relleu el risc de la gestora familiar quan una "persona de confiança de la família va desviar suposadament uns 58 milions de dòlars en pocs anys".
Sota la Llei de Reforma i Protecció del Consumidor de Dodd-Frank Wall Street de 2010 (dels EUA), les gestores familiars unifamiliars (GFU) a tot el país van fer un esforç organitzat liderades per la Coalició d'Inversors Privats que van convèncer amb èxit el Congrés perquè eximís les GFU d'haver de complir certs criteris de la definició d'assessoria d'inversions segons la Llei [dels EUA] d'assessors d'inversions de 1940. Anteriorment, aquestes gestores familiars es consideraven assessors d'inversions i es basaven en la regla de "menys de 15 clients" per evitar el registre d'acord amb la Llei, una regla que es va eliminar sota Dodd-Frank. La Comissió de Borsa i Valors dels Estats Units (SEC, per les inicials en anglès) de Barack Obama, sota la presidència de Mary Schapiro, va promulgar les "regles de la gestora familiar" als EUA finals el 22 de juny de 2011, després d'escoltar a prop de 100 gestores de patrimonis familiars a través dels seus serveis legals, que van invocar el privilegi d'advocat-client en les comunicacions amb la SEC. En paraules d'un advocat: "La família extensa que controla la gestora familiar ha demanat a aquesta empresa que proporcioni a la Comissió comentaris sobre la Norma proposada en nom seu, ja que creu que fer comentaris directament a la Comissió podria comprometre la seva privadesa, inclosa la revelació pública de la manera com porta el seu negoci de gestora familiar".
Les gestores familiars es van fer més habituals des del 2010 després que el ràpid augment de les valoracions de les empreses tecnològiques va fer que moltes persones disposessin de cop de riquesa de nova creació. També l'any 2010, Torsten Pieper va llançar la revista acadèmica Journal of Family Business Strategy per "publicar investigacions que aportin nous coneixements i comprensió al camp de l'empresa familiar".
Segons un informe de 2015 del Financial Times, l'etiqueta "family office" va ser cada cop més substituïda per altres denominacions, com "oficina d'inversió privada", "serveis d'empreses privades" o "assessorament sobre filantropia estratègica". A nivell mundial el 2015, una font va comptabilitzar 79.000 famílies que controlaven aproximadament 19.000 milions de dòlars en actius.
El gener de 2021, es va revelar que Leon Black va pagar al financer Jeffrey Epstein la quantitat de 158 milions de dòlars durant el període 2012 a 2017 per a l'assessorament fiscal de l'oficina familiar.
La primavera del 2021, la implosió d'Archegos Capital Management va provocar l'escrutini de diversos reguladors i interrogatoris a Sherrod Brown, president del Comitè Bancari del Senat dels EUA. Durant la implosió de 2021 d'Archegos Capital Management, va sortir a la llum que les gestores familiars estaven "regulades de manera més fluixa que altres vehicles d'inversió, amb menys requisits de publicitat". En resposta a aquestes preocupacions, la congressista dels Estats Units Alexandria Ocasio-Cortez va presentar una proposta per a una Llei de regulació de l'oficina familiar de 2021, HR 4620, que limitaria l'ús de l'exempció de la gestora familiar del registre com a assessora d'inversions a la SEC a gestores familiars amb 750 milions de dòlars o menys en actius gestionats. El projecte de llei també evitaria que les persones que estan condemnades o subjectes a ordres definitives per conductes constitutives de frau, manipulació o engany s'associïn a un gestora familiar. Aquest punt de vista, però, no és compartit per diversos reguladors i experts, entre ells el comissari Hester Peirce de la SEC i el comissari Brian Quintenz de la Commodity Futures Trading Commission (CFTC), que va publicar un article d'opinió argumentant que les gestores familiars no necessiten noves regulacions.

## Tipus de gestores de patrimonis familiars
Durant les últimes dècades, el panorama de les gestores familiars ha evolucionat significativament. Malgrat les diferents lleis i regulacions regionals, les oficines familiars modernes s'esforcen per gestionar la riquesa familiar de manera individual, el que resulta en diverses estructures organitzatives i de govern. Actualment, es reconeixen com a mínim dos tipus principals de family offices:

### Gestora de patrimoni unifamiliar
Aquestes empreses gairebé sempre s'estructuren com a entitats comercials autònomes. Es dediquen a gestionar la riquesa d'una sola família. Els avantatges de la gestora unifamiliar són serveis molt adaptats a les necessitats i valors de les famílies, inclòs el compliment legal i la filosofia d'inversió alineada. Al contrari, aquesta entitat és cara de gestionar i és apta sobretot per a famílies amb una riquesa important.

### Gestora patrimonial plurifamiliar
En comparació amb les gestores unifamiliars, les plurifamiliars donen servei a dues o més famílies benestants. Tot i que els seus serveis no són tan complexos, s'estan convertint en una opció popular i atractiva per a famílies i propietaris de riqueses individuals amb necessitats menys complexes. Finalment, moltes gestores plurifamiliars es van construir sobre la base de gestores unifamiliars, però més tard van començar a expandir-se i oferir els seus serveis a més d'un client. L'avantatge clau d'unir-se a una gestora plurifamiliar és la seva eficiència en l'estalvi de costos.